# Cornetul inferior

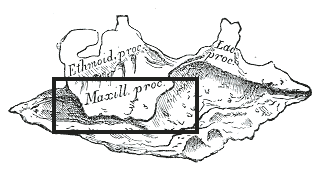
Procesul maxilar al cornetului inferior stâng (dreptunghiul drept indică procesul)

Cornetul inferior (Concha nasalis inferior) este un os pereche care se află pe peretele lateral al foselor nazale, sub concha mijlocie a etmoidului. Are forma unei lamele trapezoidale răsucită ca un cornet de hârtie; de aici și numele de cornet sau conchă. Are 2 fețe (laterală și  medială),  și 2  margini (superioară și inferioară). Se articulează cu osul etmoid, lacrimal, palatin și maxila.

## Anatomie
- Fața medială este convexă; proemină în cavitatea nazală și limitează meatul mijlociu.
- Fața laterală este concavă; delimitează meatul inferior
- Marginea superioară este subțire, neregulată și se divide în trei regiuni: regiunea anterioară ce se articulează cu creasta concală a maxilarului; regiunea posterioară ce se articulează cu creasta conchală a lamei perpendiculare a palatinului; regiunea mijlocie cu trei procese (apofize) mici, dispuse dinainte înapoi:

a) procesul lacrimal (Processus lacrimalis) aflat anterior, care se ridică în sus articulânduse cu marginea inferioară a osului lacrimal; completează canalul nazolacrimal.
b) procesul maxilar (Processus maxillaris) care este descendent, se aplică pe partea inferioară a hiatului maxilar și contribuie la micșorarea acestui orificiu
c) procesul etmoidal (Processus ethmoidalis) situat posterior, merge în sus și se unește cu procesul uncinat al etmoidului (Processus uncinatus), divizând hiatului maxilar în două orificii.
- Marginea inferioară este liberă, ușor convexă; sub ea se poate pătrunde în meatul inferior al cavității nazale.